# Бёрд, Уильям
Уильям Бёрд (англ.  William Byrd, 1543 или 1544 — 4 июля 1623, Стандон Мэсси, Эссекс) — английский композитор, органист и клавесинист. Крупнейший и наиболее разносторонний композитор елизаветинской эпохи.

## Биография и творчество
Учился у Т. Таллиса. В 1563—1572 органист кафедрального собора в Линкольне, где писал незамысловатую музыку для тамошней англиканской литургии. С 1572, став членом («джентльменом») Королевской капеллы в Лондоне, сблизился с двором Елизаветы. Первая публикация Бёрда последовала в 1575 в сборнике «Cantiones quae ab argumento sacrae vocantur» (см. Cantiones sacrae), в который Бёрд и Таллис написали по 17 посвящённых королеве (латинских духовных) мотетов. Ранние мотеты Бёрда обнаруживают влияние техники и стиля Альфонсо Феррабоско (итальянского композитора, работавшего при лондонском королевском дворе в 1562-78 гг.).
Происходивший предположительно из протестантской семьи, Бёрд в течение 1570-х гг. становился всё более ревностным католиком.
В Харлингтоне (западный пригород Лондона), где он жил в 1577—1592 гг., сначала его жена, а затем и он сам попали в черные списки так называемых рекузантов — лиц, отказывавшихся посещать протестантские богослужения. По мнению современных музыковедов, в 50 латинских мотетах, написанных в этот период, этический тон композитора меняется: Бёрд намеренно избирает библейские тексты, которые повествуют о гонениях на избранных (Domine praestolamur), повествуют о вавилонском и египетском пленении (Domine tu iurasti) и о долгожданном избавлении от притеснений (Laetentur caeli, Circumspice Jerusalem). Мотет Бёрда Deus venerunt gentes (первые четыре стиха Пс.78) считается непосредственной реакцией на известие о казни архиепископа-мученика Эдмунда Кэмпиона, потрясшей своей жестокостью католиков Англии и всей Европы. В 1583 г. Филипп де Монте послал Бёрду свой мотет на первые стихи знаменитого Пс.136 (Super flumina Babylonis), символически закончив его стихом «Как запоем песнь Господню на земле чужой»? Бёрд ответил Филиппу собственным мотетом на тот же псалом, начав его именно с этих слов (Quomodo cantabimus), где продемонстрировал своё высокое полифоническое мастерство.
В 1589 и 1591 Бёрд опубликовал ещё два сборника латинских мотетов («Cantiones sacrae») и два сборника консортных песен на английские стихи (1588 и 1589). Последние исследователи интерпретируют как шаг к восстановлению отношений композитора с королевским двором, испорченных в бурные 1580-е гг.
В 1593 году Бёрд перебрался в небольшую деревню Стандон Мэсси (Stondon Massey) в Эссексе. Под патронажем местного лорда (католика) Джона Петра в его владениях он мог относительно безопасно участвовать в католических богослужениях. Здесь же, приблизительно между 1593 и 1595 гг., он написал свою лучшую церковную музыку: три ординарных мессы (на 3, 4 и 5 голосов) и два больших сборника проприальных распевов (на 3 — 6 голосов) для всего календарного цикла под названием «Градуалы» (лат. Gradualia; изданы в Лондоне, 1605-07), в которые вошли не только градуалы (как можно было бы заключить из названия сборников), но и интроиты, аллилуйи, тракты, оффертории и коммунио.

### Клавирная музыка
Бёрд считается родоначальником английской школы вирджиналистов. Клавирная музыка, которую он начал сочинять с середины 1570-х гг., вошла в два знаменитых рукописных сборника — «Вирджинальную книгу Фицуильяма» и так называемую «Книгу миледи Невилл» (My Ladye Nevells Booke, 1591), целиком состоящую из его музыки. Наибольшую по удельному весу часть вирджиналистики Бёрда составляют микроциклы из паваны и гальярды, а также различного рода вариации (в том числе граунды), в которых он демонстрирует поразительную изобретательность в мелодике, ритмике, фактуре (например, в вариациях на тему популярной элегии «Плач по Уолсингему» <A Lament for Walsingham, MB&nbsp;68>). Важное место занимают развлекательные и характеристические пьесы с программными заголовками, нередко с элементами звукоподражания; наиболее известные из них «Битва» («The Battell», MB 94) и «Возница насвистывает» («Carman’s Whistle», MB 36). На клавирные сочинения Бёрда принято ссылаться аббревиатурой 'MB' с прибавлением порядкового номера сочинения из полного издания, подготовленного Аланом Брауном:
- William Byrd: Keyboard Music I, ed. by Alan Brown // Musica Britannica, xxvii (1969, rev. 2/1976)
- William Byrd: Keyboard Music II, ed. by Alan Brown // Musica Britannica, xxviii (1971, rev. 2/1976); ISBN 978-0-852-49426-4.

## Рецепция
После 1605 («Пороховой заговор»), в период борьбы с католицизмом, некоторые сочинения[какие?] Бёрда были запрещены к исполнению в Англии под страхом тюрьмы.

## Нотные издания сочинений
- The Byrd Edition. General editor P. Brett. Vols. 1-17. London, 1977—2004 (новое полное собрание сочинений Бёрда)